# Tsutomu Kitade
Tsutomu Kitade (北出 勉 Kitade Tsutomu?), född 18 september 1978 i Hokkaido prefektur, är en japansk före detta fotbollsspelare.
Kitade började sin karriär 2001 i Júbilo Iwata. 2003 flyttade han till Shonan Bellmare. Efter Shonan Bellmare spelade han för Tochigi SC. Han avslutade karriären 2007.